# Hitoši Nomura
Hitoši Nomura (Nomura Hitoši, 野村仁; 1945 – 3. října 2023) byl japonský současný umělec a fotograf.
Zatímco zpočátku studoval sochařství, jeho práce se rozvinula do efemérních, procesně založených a konceptuálních forem uměleckých děl. Ústředním tématem jeho tvorby, se kterým celý život experimentoval, byl čas a s ním spojená dynamika transformace, jako je chátrání, vypařování, fúze. V sedmdesátých letech definoval téma své práce jako pokus prostřednictvím svého umění „znázornit charakteristiku času a prostoru ve stejné důležitosti“. Využití fotografie v jeho tvorbě je rozhodující, ať už toto médium slouží k dokumentaci jeho akce nebo k „sochání času“.

## Životopis
Nomura se narodil v roce 1945 v prefektuře Hjógo. V roce 1967 promoval na kjótské městské univerzitě umění. Podle své absolventské výstavy, která byla v roce 1969 vystavena před Městským muzeem umění v Kjótu, však umělec projevil zájem hlavně o sochařství. Tato práce, Tardiology (1968–1969), se skládá ze čtyř velkých krabic naskládaných na sebe, jak bylo původně prezentováno 18. března 1969. Na rozdíl od monumentálních trvalých děl ve veřejném prostoru se toto dílo mělo časem zhroutit pod vlastní vahou. Proces sebedekonstrukce tardiologie byl postupný kvůli vystavení gravitaci. Název díla podle umělce odkazuje k neologismu „teorie zpoždění“, zvýrazňující propast mezi aktuální zkušeností a vnímáním času jako sledu diskrétních událostí.
Se svými ranými díly, jako je Tardiology, se Nomura začal odvracet od objektu jako takového k plynutí času, základům hmoty a rytmům vesmíru. Vytrvalost a opakování po dlouhá časová období jsou ústředními charakteristikami jeho procesně orientované praxe. Již v roce 1969 začal Nomura natáčet filmy a zvukové skladby pomocí kyslíku, suchého ledu a dalších materiálů, které jsou častěji spojovány s vědou než s uměním. Spíše než aby předem představil plně realizovaný objekt, Nomura vědomě sledoval proces změny, přičemž instalace díla byla pouze „výchozím bodem“ konstrukce, kterou „gravitace, vítr, déšť a čas“ postupně rozbijí.

## Dílo

### Photography-as-documentation-as-artwork approach
Po vzoru několika japonských uměleckých kolektivů, jako je The Play nebo mail-artová skupina Psychophysiology Research Institute, jeho procesně orientovaná praxe mobilizuje dokumentaci (fotografické a videozachycení, texty), v rozšířeném pojetí uměleckého díla. Událostí, která spustila jeho reflexi, byl pád krabic obsahujících jeho díla uložená pod okapem a vystavená přírodním živlům, což způsobilo poškození krabic. Na základě této zkušenosti se začal zabývat procesem proměny a tématem plynutí času, které se stalo ústředním bodem jeho tvorby. Tento cyklus označuje názvem Photography-as-documentation-as-artwork approach (Fotografie-jako-dokumentace-jako-umělecké dílo).
Nomura je uznáván jako jeden z prvních Japonců, kteří použili fotografii v uměleckém kontextu. To je zvláště patrné v dílech, které vytvořil koncem 60. let. Nomura vytvářel instalace přímo v přírodních a městských prostorech a fotografoval je s dodržením určitého intervalu mezi jednotlivými záběry, aby dokumentoval jejich přirozený rozklad. Fotografie byla nejúčinnějším médiem pro dokumentování umělcových pomíjivých akcí, jako je Tardiology (1968–69), kartonová struktura zamrzlá ve svém kolapsu, Dry Ice (Suchý led, 1970), odpařující se kostky ledu. V pokračování této praxe dokumentace podal Nomura kurátorovi muzea zprávu o tom, co viděl z veřejné telefonní budky. To bylo zaznamenáno a stalo se zvukovým uměním v Telephone Eyeshot (1970).

### Dry Ice (1970)
Jeho série Dry Ice (Suchý led) je zvláště důležitá v procesu legitimizace dokumentace jako uměleckého díla uměleckými institucemi. Přestože se dílo na první pohled jeví jako trik konceptuálních uměleckých forem v módě 60. a 70. let, kterých si byl Nomura vědom, radikálně se liší důrazem na fyzikální fenomén fúze, tzv. vypařování hmoty a role umělce, který je svědkem a archivuje tento proces. Jakmile byly bloky ledu uspořádány v prostoru na dlouhé tabuli, umělec je zvážil a určil datum. Poté, jakmile byla pořízena fotografie, přesunul je a znovu zapsal čas a jejich novou váhu. V roce 1970, u příležitosti 10. mezinárodní umělecké výstavy Japonska (Tokijské bienále '70) Mezi člověkem a hmotou, v Tokijském Metropolitním muzeu umění, Nomura vystavila sérii deseti fotografií Suchého ledu. Série byla uznána jako umělecké dílo, jak jako akce, tak jako dokumentace, stejně jako díla Kawaguči Tacua a Jana Dibbetse na stejné výstavě. V té době si jen málo japonských umělců vedlo záznamy o svých vystoupeních, které často delegovali na jiné. Fotografie japonské umělecké skupiny Hi Red Center, která uklízí ulici mohou být citovány jako jedny z nejstarších dokumentů performance art. Toto uznání fotografického záznamu jako nedílné součásti uměleckého procesu je doprovázeno rostoucí, i když v roce 1970 stále křehkou institucionalizací současného umění (gendai bidžucu) v Japonsku.

### "Moon" score (1975–)
Fotografické médium používal ke svojí tvorbě i Nomura Hitoši jako prostředek k „sochání času“. Tento nový pohled na práci je doprovázen novým měřítkem pozorování. V sériích, jako je "moon" score (1975–) a Rotace Země (1978–79), Nomura používá kromě kamer i sofistikované dalekohledy a počítače k zaznamenávání plynutí času a pohybu hvězd a planet. V sérii Moon score fotografoval Nomura každou noc mezi prosincem 1975 a červnem 1979 pohyby Měsíce. Každá noc představuje 34 záběrů a také dva snímky meteorologického deníku včetně data, fáze měsíce, východu a západu měsíce. Tyto snímky jsou prezentovány jako černobílé kontaktní tisky i velkoformátové černobílé tisky. Každý záběr byl dvakrát exponován s několika řádky tvořícími hudební záznam. Některé desky se tak staly hudebními partiturami (měsíc zhmotňující notu), byly interpretovány orchestry a staly se autonomními hudebními díly.
V některých případech není Měsíc zaostřen, Nomura nepoužívá stativ ani superzoom, což má za následek rozmazání pohybu. Podle Nomury to o to více přispívá k vytváření muzikálnosti.

### Ten-Year Photobook or the Brownian Motion of Eyesight (1972–1982)
Mezi lety 1972 a 1982 Nomura fotografoval každý měsíc vše, co mohl vidět ve svém každodenním životě, aby vytvořil 100 stop stříbrného filmu, které nazval Ten-Year Photobook or the Brownian Motion of Eyesight (Desetiletá fotokniha aneb Brownův pohyb zraku, 1972–1982). Tyto snímky byly publikovány jako série ve formě 120 svazků v pevné vazbě, jeden za měsíc, obsahující 21 snímků na každé stránce, s názvem Desetiletá fotokniha nebo Brownův pohyb zraku. Tento kus mohl být také vystavován v různých formátech, zejména jako filmová projekce se čtyřmi snímky za sekundu pod názvem The Brownian Motion of Eyesight. Tato rozmanitost v ukázce tohoto díla umožňuje Nomurovi otevřít dočasnost, již neupřednostňovat jedinou typologii dočasnosti, ani typologii kinematografie, ani typologii rozhodujícího okamžiku fotografie.

### Umění a věda
Nomura v rozhovoru řekl, že jako mladý student miloval přírodu a plánoval studovat přírodní vědy, dokud „nepodlehl pokušení“ a místo toho studoval umění. Pokud lze jeho rané práce chápat jako vztahující se k sérii vzdálených experimentů, které byly seskupeny pod rubrikou globálního konceptuálního umění , což odpovídá fenoménu, který popsala kurátorka a historička umění Reiko Tomii termínem „mezinárodní současnost“, Nomurova cesta byla založena na jeho vlastní kombinaci umění a vědy, která se snažila rozmazat hranice mezi těmito dvěma disciplínami.
V roce 1980 začal Nomura dělat denní expozice (série Analemma), které sledovaly Slunce po obloze; přitom pozoroval fenomén kontrastu mezi konkávními a konvexními liniemi v průběhu roku. Fotografické opakování zdůrazňuje symbolický význam tohoto fenoménu nekonečné regenerace. V rámci svého zájmu o Slunce Nomura poslední dvě desetiletí sbíral asteroidy a od roku 1993 také stavěl a jezdil automobily na solární pohon.
Toto zkoumání Nomury směrem ke Slunci, hvězdám a kosmu je rozhodující pro pochopení pohybu jeho uměleckého přístupu, který spojuje specifické s nekonečným a staví vnímání do středu jeho experimentů s prostorem, časem a hmotou:  „Zajímají mě přírodní síly. Moje umění dává pozorování těchto sil viditelnou formu. Země samotná je největší časomírou; je to jeho nejlepší časomíra.” 

## Smrt
Hitoši Nomura zemřel na zápal plic dne 3. října 2023 ve věku 78 let.